# Seznam papežev (grafični prikaz)
Seznam papežev – grafični prikaz pontifikatov.

## Grafični prikaz pontifikatov
Protipapeži so prikazani z rdečo.